# Zvezdana Mlakar
Zvezdana Mlakar, slovenska gledališka in filmska igralka ter televizijska voditeljica; * 5. maj 1958/1960, Ptuj.

## Življenje in delo
Na gledaliških odrih je nastopala že v osnovni šoli, v času srednje šole pa je že sodelovala v Gledališču III na Ptuju. Na AGRFT v Ljubljani je študirala igro in umetniško besedo in leta 1981 je tamabsolvirala z vlogo Alvingove v Ibsenovih Strahovih. Leta 1987 je postala članica ansambla Drame v Ljubljani, v kateri je igrala v številnih vlogah klasičnih in modernih del.
Nastopala je tudi TV-nadaljevankah in številnih slovenskih filmih: Praznovanje pomladi (1978), Iskanja (1979), Veselo gostivanje (1984) in drugih.
Od leta 2015 vodi na Televiziji Slovenija svojo pogovorno oddajo Zvezdana, pred tem pa je v oddaji Dobro jutro imela tedensko rubriko.

## Zasebno življenje
Je mati treh sinov.

## Nagrade
- 1998 – nagrada Sklada Staneta Severja Škofja Loka za vlogo Ruth Pinter v predstavi V prah se povrneš (SNG Drama Ljubljana)[4][2]
- 1997 – Borštnikova nagrada za vlogo Ane v Metuljevem plesu (SNG Drama Ljubljana)[4][2]
- 1978 – igralka leta, nagrada Revije Stop za vlogo Suzane v filmu Praznovanje pomladi[4][2]